# Othmar Frank
Othmar Frank (latinisiert Othmarus Frank; * 8. Mai 1770 in Bamberg; † 16. September 1840 in Wien) war ein deutscher Indologe und Hochschullehrer.

## Leben
Frank erhielt seine Schulbildung in Bamberg und trat 1789 in die Benediktinerabtei Banz ein. 1794 erhielt er dort seine Priesterweihe. Zunächst wirkte er als Lehrer der Philosophie und Mathematik an der Klosterschule in Banz, später am Bamberger Gymnasium. Nach der Säkularisation wendete er sich verstärkt dem Studium der Orientalistik zu und wurde ordentliches Mitglied der Königlich Bayerischen Akademie der Wissenschaften in München. Zum Studium des Sanskrit wurde er auf Staatskosten zunächst 1813 nach Paris, dann 1814 nach London geschickt. In London verblieb er bis 1817 und kehrte von dort nach München zurück.
Frank folgte 1821 einem Ruf als Professor für indische und persische Sprache an die Universität Würzburg. 1826 nahm er einen Ruf an die neue Universität München an, an der er Professor des Sanskrits wurde. 1840 reiste er im Auftrag von König Ludwig I. von Bayern nach Wien, um indische Antiquitäten anzukaufen. Dort starb er überraschend. Seine Schriften haben heute für die Sanskritforschung keine Bedeutung. 

## Werke (Auswahl)
- Andenken an Ildephons Schwarz, Benediktiner Bibliothekar, und Professor der Philosophie, Mathematik und Theologie im Stifte Banz, Goebhardt, Bamberg und Würzburg 1795.
- Das Licht vom Orient, Lechner, Nürnberg 1808.
- De persidis linguâ et genio : commentationes phaosophico-persicae, Stein, Nürnberg 1809.
- Persien und Chili als Pole der physischen Erdbreite und Leitpunke zur Kenntniss der Erde, Schrag, Nürnberg 1813.
- Ueber die morgenländischen Handschriften der königlichen Hof- und Central-Bibliothek in München, Lindauer, München 1814.
- Fragmente eines Versuchs über dynamische Spracherzeugung nach Vergleichungen der Persischen, Indischen und Teutschen Sprachen und Mythen, Stein, Nürnberg 1815.
- Chrestomathia Saṇskṛita, 2 Bände, München 1820–1821.
- Grammatica sanskrita, Würzburg 1823.